# Adolf Schmitz

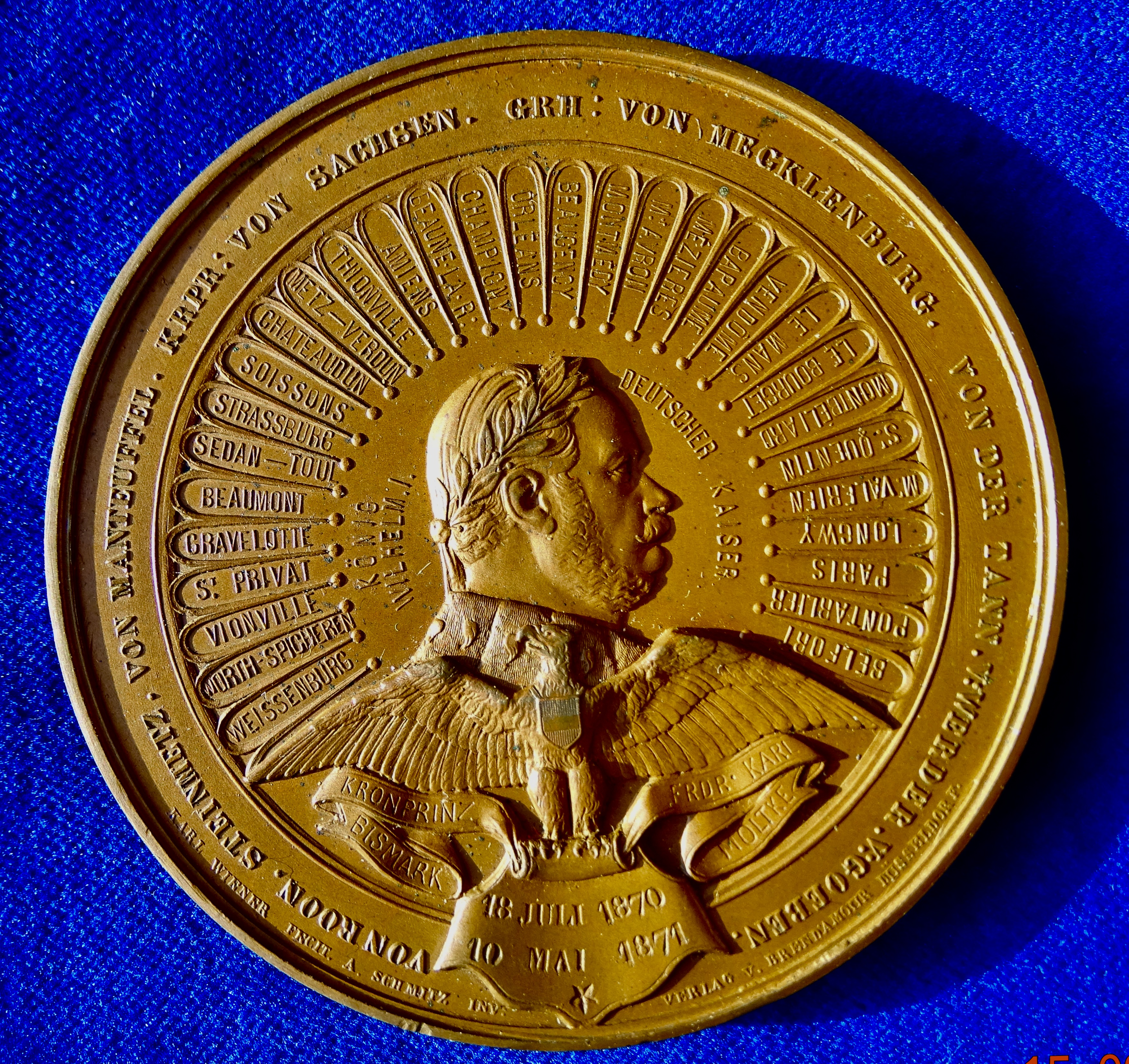
1871 Medaille auf den Frieden im Deutsch-Französischen Krieg mit dem Porträt des Deutschen Kaisers

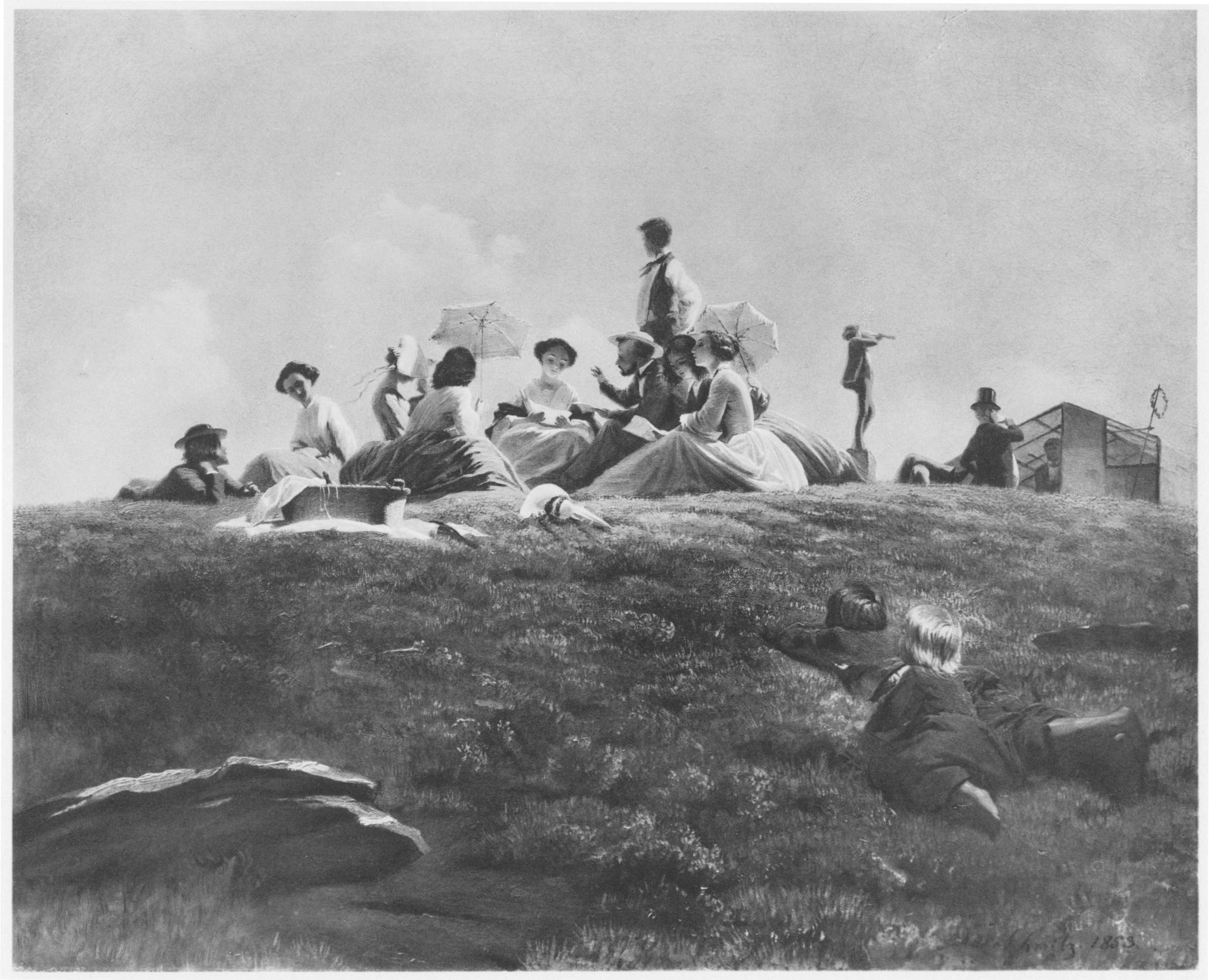
Auf dem Feldberg, 1853 (Schwarz-Weiß-Wiedergabe, Original verbrannt)

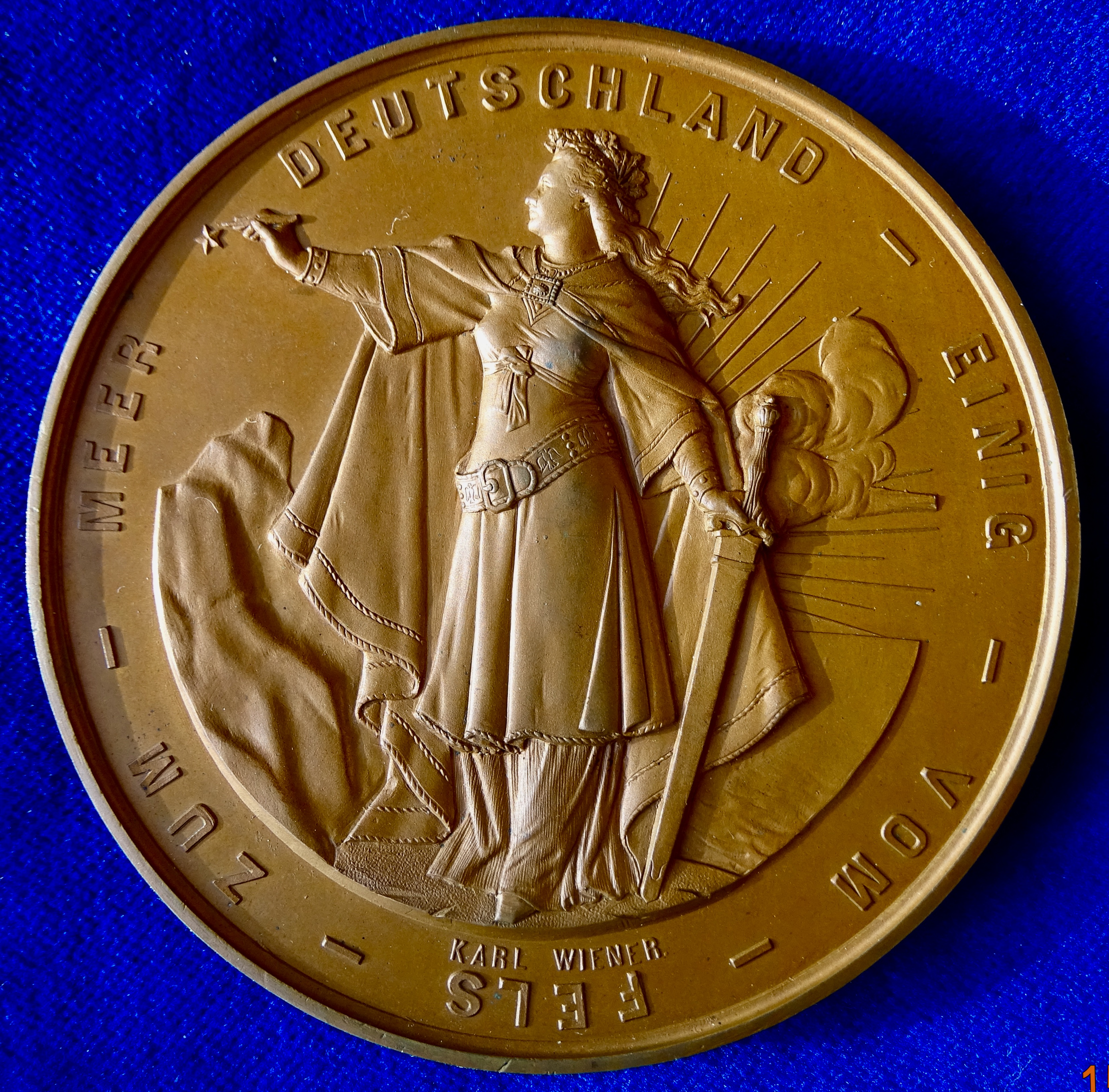
Auf der Rückseite dieser Medaille steht die Germania mit gesenktem Schwert

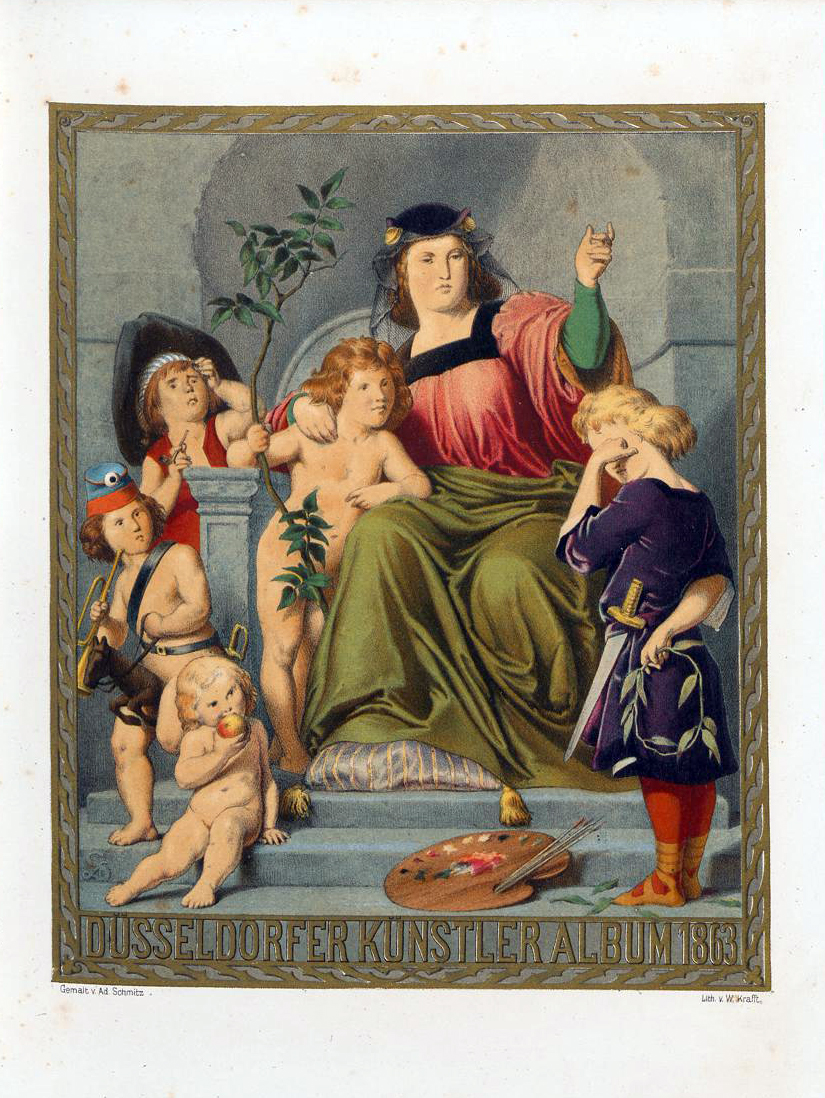
Kupfertitel in Düsseldorfer Künstler-Album, 1863

Heinrich Gustav Adolf Schmitz, auch Schmitz-Crolenburgh (* 4. Juni 1825 in Köln oder Darmstadt; † 18. März 1894 in Düsseldorf), war ein deutscher Historienmaler und Illustrator und Medailleur.
Nachdem er sich 1840 an der höheren Gewerbeschule in Darmstadt dem Corps Hassia angeschlossen hatte, studierte Schmitz ab 1843 an der Kunstakademie Düsseldorf und ab 1846 in Antwerpen Malerei. Ab 1851 arbeitete Schmitz in Frankfurt am Main im Städelschen Institut. In den 1860er Jahren kehrte er nach Düsseldorf zurück. Dort gehörte er dem Vorstand des Künstlervereins Malkasten an.
Schmitz schuf u. a. die Wandgemälde im kleinen Gürzenichsaal in Köln und das Deckengemälde im Palais Pringsheim in Berlin (1950 abgerissen). Für den Rathaussaal zu Münster schuf er 1865 das Wandbild Johannisfest.
1871 entwarf er eine Medaille auf den Frieden von Frankfurt und die Deutsche Einheit mit Kaiser Wilhelm I, graviert von Charles Wiener und herausgegeben von Brend’Amour Düsseldorf.